# Jumping Tour
A Jumping Tour a Neoton Família Japánban megjelent koncert-válogatáslemeze, melyet 1982-ben adtak ki. A felvételek a Kōseinenkin Hallban készültek 1981. október 17–18-án, a dalok remixét pedig december 14–15-én vették fel a tokiói K.R.S. stúdióban.
A tagok az összes dalt angolul éneklik, kivéve az A2-t, mely stúdiófelvételről hallható a lemezen. Ez a dal Dél-Koreában és Magyarországon is megjelent. Az A3 instrumentális változatban került az albumra, a B4-et pedig japánul éneklik.

## Megjelenések
| Ország | Formátum | Sorszám  | Kiadó | Év   |
| ------ | -------- | -------- | ----- | ---- |
| Japán  | LP       | RPL-8117 | RCA   | 1982 |

- It's All Over – 3:29
- Forget – 5:34
- Barbados – 5:57
- Samson And Delilah – 5:09
- Yesterday – 2:23
- Dandelion – 4:03
- Don Quijote – 6:11
- Love The Night – 4:12
- Sukiyaki – 2:18
- Santa Maria – 6:14

## Külső hivatkozások
- Az album a CD and LP.com oldalon[2]
- Az album az ebay.de oldalon[3]
- Csepregi Éva japánul énekli a Sukiyaki című dalt[4]